# Sarothia
Sarothia fou un estat tributari protegit, una thikana feudatària de Bikaner governada per una branca de rajputs rathors del clan Bidawat subclan Prithirajot. Els darrers governants (títol: thakur) foren Sheonath Singh, Man Singh i Devi Singh.